# Nick van den Berg
Nick van den Berg (* 24. Mai 1980 in Amsterdam) ist ein niederländischer Poolbillardspieler.

## Karriere
Seine ersten größeren Erfolge waren die Vizeeuropameistertitel im 8-Ball sowie im 14 und 1 endlos 2001. Neunmal gelang ihm bisher ein Sieg bei einem Euro-Tour-Turnier (2002 in Salzburg, 2005 in Sindelfingen, Czech Open 2006 in Prag, Austrian Open 2008 in Rankweil, Finland Open 2010 in Vantaa, sowie die European Open 2012, Treviso Open 2013, Italian Open 2014 und Treviso Open 2014 in Treviso).
2005 erreichte er das Finale der Weltmeisterschaft im 8-Ball, wo er jedoch Wu Jiaqing aus Taiwan unterlag. Ein weiterer großer Erfolg war das Erreichen des Halbfinals bei der 14 und 1 endlos WM 2008, wo er jedoch seinem Landsmann Niels Feijen unterlag. Bei der ersten offiziellen 10-Ball WM 2008 erreichte er das Viertelfinale, schied dann jedoch erneut gegen Feijen aus.
Bei der Poolbillard-Europameisterschaft 2009 gewann er seinen ersten EM-Titel in der Disziplin 9-Ball durch einen 9:8-Finalsieg über Ruslan Chinahov. Beim World Pool Masters 2009 holte er den zweiten Platz, nur hinter Darren Appleton aus England.
Im Jahre 2002 konnte er bei seinem Mosconi-Cup-Debüt als Teil des Teams Europa den Titel holen. Auch 2003 und 2006 war er für Europa beim Mosconi Cup dabei, der Titel ging jedoch in beiden Jahren an das Team Amerika. 2010, 2011, 2012 und 2015 konnte er bei seinen Teilnahmen vier bis sieben wieder Siege mit Team Europa erringen.
Gemeinsam mit Niels Feijen war er von 2006 bis 2010 Teil des holländischen Teams beim World Cup of Pool, wobei allerdings nie mehr als eine Viertelfinalteilnahme (2009) heraussprang.
Nachdem er 2011 nicht am World Cup of Pool teilgenommen hatte, erreichte er 2012 mit Huidji See als Teamkollegen das Achtelfinale. 2013 und 2014 erreichte er, mit Niels Feijen, das Finale, das jedoch gegen die Philippinen beziehungsweise England verloren wurde.
Im Sommer 2013 wechselte vom Club 8 Amsterdam zum BV Fortuna Straubing in die 1. Bundesliga.
Seine bevorzugte Queuemarke ist Musashi. Sein Spitzname in der Billardszene ist El Nino.